# (9056) Piskunov
(9056) Piskunov (1992 EQ14) – planetoida z pasa głównego asteroid okrążająca Słońce w ciągu 4,68 lat w średniej odległości 2,8 au. Odkryta 1 marca 1992 roku.